# Extreme Ghostbusters: The Ultimate Invasion
Extreme Ghostbusters: The Ultimate Invasion is een videospel uit 2004, gebaseerd op de animatieserie Extreme Ghostbusters.

## Verhaal
Wanneer de hoeveelheid paranormale activiteit in New York gestaag toeneemt, waarschuwt professor Whitman van het stedelijk museum de Ghostbusters. Voordat het team vertrekt, beantwoord Janine een vreemd telefoontje waarbij een onbekend hen oproept hem in een verlaten steegje te ontmoeten. Deze ontmoeting blijkt een val te zijn opgezet door de spiegeldemon. De spiegeldemon ontvoerd Janine. Het is nu aan de Ghostbusters om haar te redden en spiegeldemon te stoppen.

## Gameplay
De speler neemt de rol aan van een van de vier leden van het nieuwe Ghostbustersteam. Elk van de personages heeft zijn eigen vaardigheden. Op ieder moment kan de speler van personage wisselen.
Het spel kent drie speelmodes: avontuur, training en replay. Het spel heeft 21 missies, verspreid over zeven levels. In elk level zijn speciale wapens te vinden. De vijanden in het spel zijn zowel normale geesten als spectres, de handlangers van de spiegeldemon.
Het wapen van de speler is een proton pack, welke twee vuurmodes heeft: het standaard minischot en de protonstraal. De straal is het sterkst, maar kost meer munitie.